# Sturnella bellicosa
Sturnella bellicosa là một loài chim trong họ Icteridae.